# Eskudo
Eskudo (escudo) je novčana jedinica. Korištena je u Španjolskoj i Portugalu, te u njihovim kolonijama u Južnoj Americi, Aziji i Africi.
Danas se u Zelenortskoj Republici koristi zelenortski eskudo.

Escudo je portugalska i španjolska riječ za štit.

## Valute u optjecaju
- zelenortski eskudo

## Povijesne valute
- angolski eskudo
- čileanski eskudo
- mozambički eskudo
- portugalski eskudo
- portugalskogvinejski eskudo
- portugalskoindijski eskudo
- portugalskotimorski eskudo
- saotomski eskudo
- španjolski escudo

## Ime eskudo, škuda, écu
Francuski kralj Luj IX. Sveti je u 13. stoljeću izvršio reformu francuskog novčanog sustava, te je godine 1266. započeo kovanje prvih francuskih zlatnika, pod nazivom "écu d'or", u prijevodu "zlatni štit", po prikazu štita na novcu. Novci po nazivom écu, u Francuskoj su kolali sve do Francuske revolucije.

Kada su zemlje Europske ekonomske zajednice godine 1979. uvele obračunsku jedinicu ECU (European Currency Unit), odlučeno je da se kratica ECU izgovara "eki", po uzoru na nekadašnji francuski écu.
Latinska riječ za štit je scutum, te su prema latinskom obliku scutatus i njegovoj iskvarenoj varijanti skudatus, talijanske i dubrovačke imitacije écua dobile naziv škuda (scudo). Škuda je također bila i bolivijska valuta u 19. stoljeću.
Portugalske i španjolske imitacije écua dobile su naziv escudo prema portugalskoj i španjolskoj riječi za štit.

Eskudo je bio portugalska valuta sve do njegove zamjene eurom godine 2002.